# Clavecin brisé

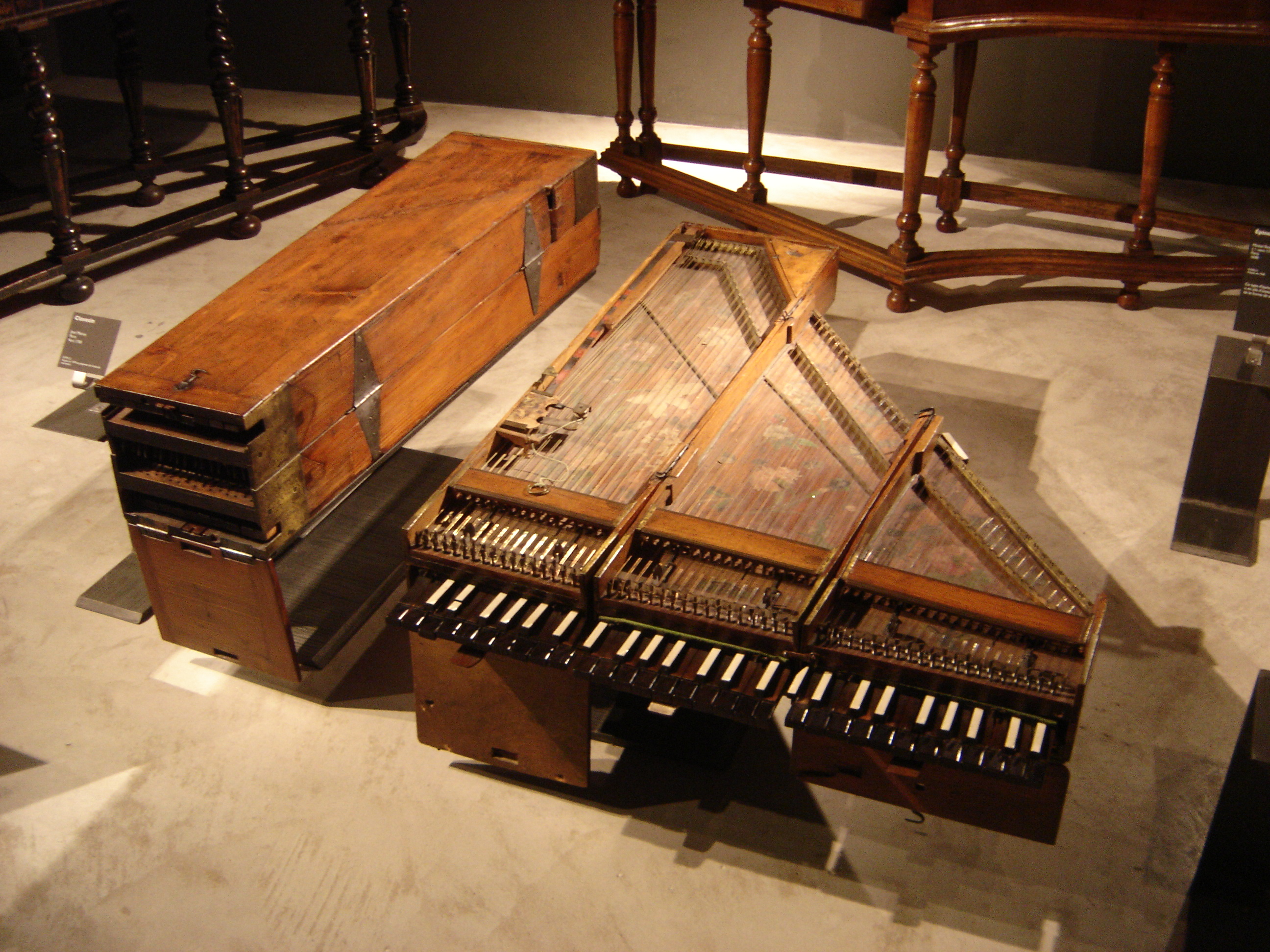
Deux clavecins brisés de Jean Marius, Musée de la Musique, Paris.

Le clavecin brisé (expression traditionnelle signifiant clavecin pliant) est un clavecin conçu pour le voyage. Du fait qu'il peut être replié, il occupe un espace restreint et il est ainsi plus facile à transporter qu'un clavecin ordinaire. L'instrument se replie grâce à des charnières, dans le sens longitudinal, parallèlement aux cordes qui gardent leur tension. Une fois replié, il forme un bagage de la taille d'un grosse valise
.   

## Principe du pliage
Comme on peut le voir sur la première illustration, qui montre côte à côte un instrument replié et un instrument déployé, le clavecin brisé est divisé en trois parties articulées entre elles. Le principe du pliage repose sur le fait que les deux parties les plus petites (parties des notes médianes et aigües) ont toutes deux une extrémité anguleuse ; une charnière verticale les relie entre elles, de telle façon que la plus petite section puisse se placer dans le prolongement de l'autre en la faisant pivoter dans le sens inverse des aiguilles d'une montre ; l'ensemble de ces deux sections a alors la forme d'un rectangle de même longueur que la plus grande (partie des notes basses), au-dessus de laquelle elles peuvent alors se replier ensemble grâce à d'autres charnières. Une fois que les trois parties correspondantes du clavier sont repoussées vers l'intérieur comme des tiroirs, et que celles du portillon sont refermées, l'instrument est dans sa forme compacte et est prêt à être transporté. Dans cette position, les tables d'harmonie et les cordes, cachées au centre, sont parfaitement protégées.

## Historique

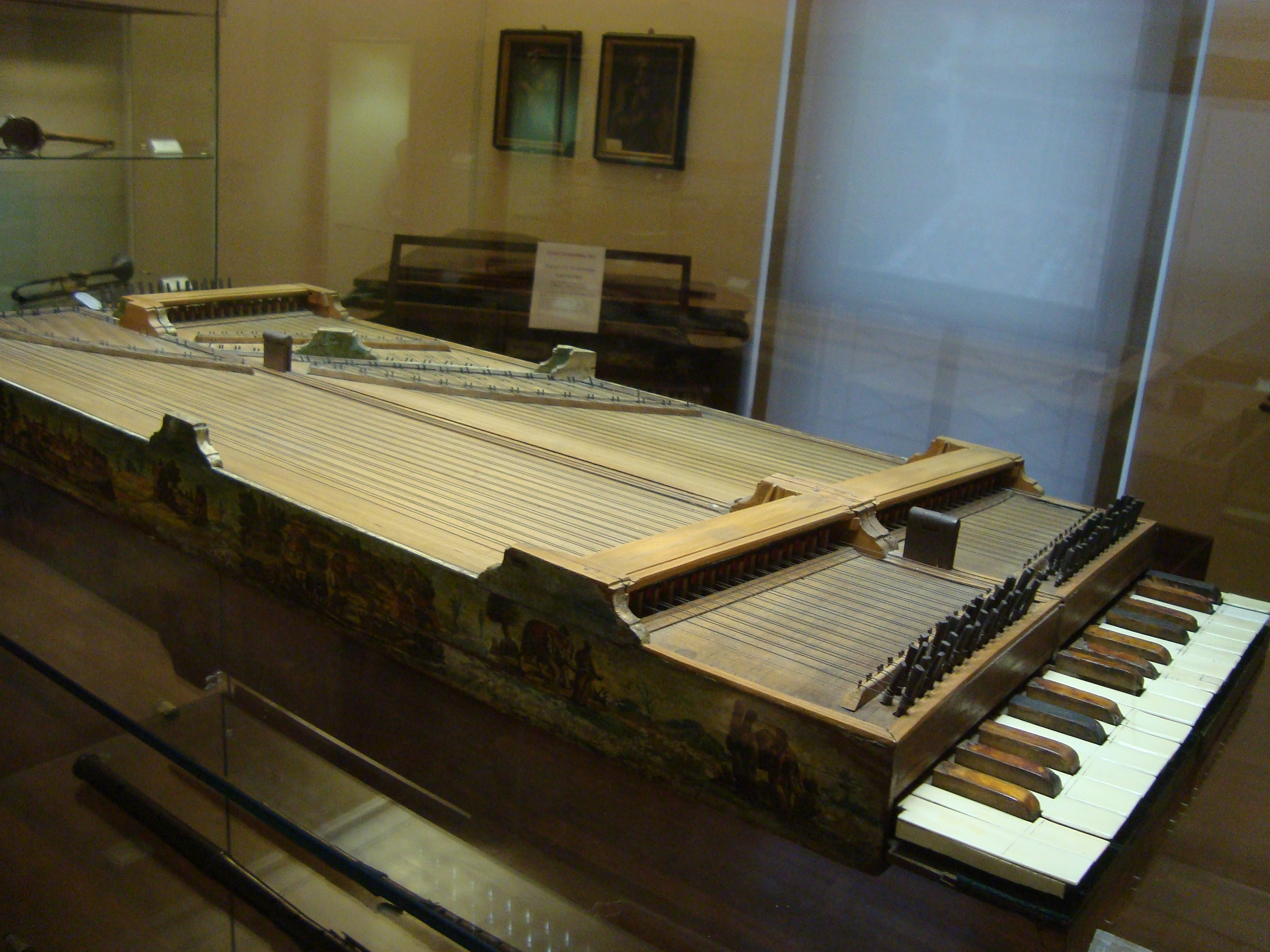
Clavecin brisé de Carlo Grimaldi qui date du XVIIIe siècle, Museo Nazionale degli Strumenti Musicali di Roma.

On ne connaît pas de façon certaine qui est véritablement l'inventeur du clavecin brisé. En 1700, un facteur français, Jean Marius présenta un tel instrument à l'Académie des sciences et reçut un brevet pour une durée de vingt ans. Cependant, selon Laurence Libin, des preuves montrent que l'inventeur effectif (dont Marius n'avait probablement pas connaissance) pourrait être Giuseppe Mondini, un religieux facteur de clavecins d'Imola en Italie, actif au XVIIe siècle.